# Улица Всеволода Вишневского (Москва)
У́лица Все́волода Вишне́вского — улица в Тимирязевском районе Северного административного округа города Москвы. Пролегает между Дмитровским шоссе и Тимирязевской улицей, пересекая улицу Костякова. Длина улицы — около 620 метров. Нумерация домов начинается со стороны Дмитровского шоссе.

## Происхождение названия
Названа 16 мая 1961 года в честь В. В. Вишневского (1900—1951) — русского советского писателя, драматурга, лауреата Сталинской премии первой степени (1950). До этого носила название Проектируемый проезд № 308.

## Транспорт
В непосредственной близости расположены следующие остановки:
- «Улица Всеволода Вишневского» автобусов 447, м40, т56, т78 — на перекрёстке улицы Всеволода Вишневского с Дмитровским шоссе.
- «Улица Всеволода Вишневского» трамваев 27, 29 — на перекрёстке с улицей Костякова.
- «Театр „Золотое кольцо“» автобусов 72, 82, 319, 466, 801 — на перекрёстке с Тимирязевской улицей и с проездом Соломенной Сторожки.